# معركة بلنجر (732)

معركة بلنجر الثالثة وقعت حوالي عام 732 بالقرب من مدينة بلنجر بين الجيش الأموي بقيادة مسلمة بن عبد الملك والخزر. انتصر الجيش الإسلامي وتقدم نحو سمندر. 

## فهرس
- كيفن آلان بروك. يهود الخزر. الطبعة الثالثة. روان وليتلفيلد للنشر، 2018.
- دوغلاس إم دنلوب. تاريخ الخزر اليهود، برينستون، نيوجيرسي: مطبعة جامعة برينستون، 1954.
- بيتر ب. جولدن. دراسات الخزر: تحقيق تاريخي فلسفي في أصول الخزر. بودابست: Akadémiai Kiadó ،1980.